# Estació de Sant Feliu de Llobregat
Sant Feliu de Llobregat és una estació de ferrocarril propietat d'Adif situada a la població de Sant Feliu de Llobregat a la comarca del Baix Llobregat, a la línia Barcelona-Martorell-Vilafranca-Tarragona. Hi circulen trens de la línia R1 i R4 de Rodalies de Catalunya operat per Renfe Operadora. La majoria dels trens de la línia R1 no van més lluny de l'Hospitalet de Llobregat, i només els trens en direcció de Molins de Rei paren a Sant Feliu.
Aquesta estació de la línia de Martorell o Vilafranca va entrar en servei l'any 1854 quan es va obrir el primer tram de la línia entre l'antiga estació de plaça de Catalunya i Molins de Rei, dos anys més tard la línia es va ampliar fins a una estació provisional a Martorell. L'arribada del ferrocarril va comportar grans canvis en la fesomia de la ciutat amb l'obertura de nous carrers, també va crear millores en la mobilitat, la industrialització i el comerç i l'intercanvi econòmic amb les altres poblacions.
Hi ha en projecte d'enllaçar aquí amb la xarxa del Trambaix i el Metro de Barcelona amb el nom Sant Feliu i seria aleshores una estació de la línia T3 de la xarxa del Trambaix i de la línia 3 del metro de Barcelona. L'any 2016 va registrar l'entrada de 1.590.000 passatgers.
El 12 de gener del 2024, amb motiu del soterrament del ferrocarril, fou enderrocat l'edifici original de l'estació, amb un malestar notable dins dels santfeliuencs, perquè era un edifici emblemàtic per a la ciutat i els seus habitants. Un activista l'ocupà durant sis mesos per evitar-ne l'enderroc, fins que fou desallotjat.

## Serveis ferroviaris
| Procedència/Destinació                                  | <                    | Línia | >                              | Procedència/Destinació |
| ------------------------------------------------------- | -------------------- | ----- | ------------------------------ | ---------------------- |
| Rodalia de Barcelona                                    |                      |       |                                |                        |
| Molins de Rei                                           | Molins de Rei        |       | Sant Joan Despí                | Mataró                 |
| Sant Vicenç de Calders Vilafranca del Penedès Martorell | Molins de Rei        |       | Sant Joan Despí                | Terrassa Manresa       |
| Metro de Barcelona                                      |                      |       |                                |                        |
| Projectat                                               |                      |       |                                |                        |
| terminal                                                | terminal             |       | El Pla del Vent                | Trinitat Vella         |
| Trambaix                                                |                      |       |                                |                        |
| Projectat                                               |                      |       |                                |                        |
| Quatre Camins                                           | La Salut-Can Maginàs |       | Sant Feliu \| Consell Comarcal | Francesc Macià         |

## Edifici
D'estil neoclàssic, l'edifici té tres cossos: el central, més gran, servia de sala d'espera i s'hi accedia a través d'un passadís des d'una de les naus laterals un cop comprat el bitllet a les taquilles. A la nau on avui hi ha el bar hi havia l'habitatge del cap d'estació. L'estació de Sant Feliu sorprèn per la forma en arc de mig punt de les portes i finestres de la façana del costat de l'andana. En el moment de la construcció un altre element que va cridar molt l'atenció fou l'arquitectura que seguí els models arquitectònics anglesos de l'època i la riquesa dels materials emprats per a la construcció i decoració.
Fins al seu enderroc el 2024, l'edifici de l'estació de Sant Feliu era, juntament amb els de Molins de Rei i de Cornellà, el més antic de Catalunya i arreu de la Península Ibèrica que es conserva dels inicis del ferrocarril. L'any 2010 es va crear una plataforma per conservar la històrica estació de Sant Feliu.

## Galeria d'imatges

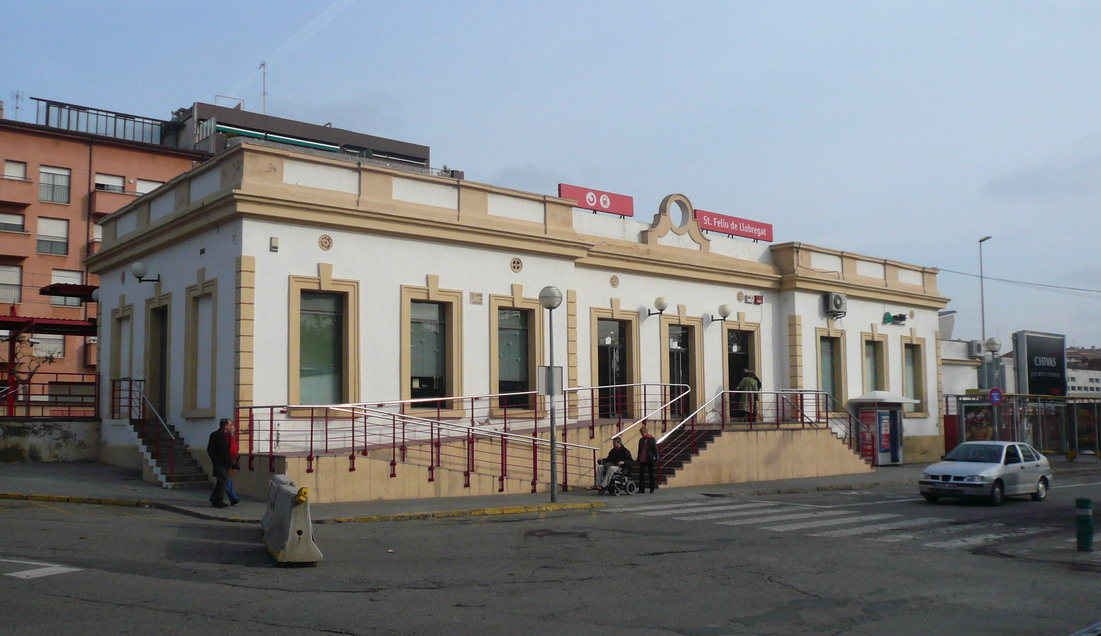
L'històric edifici de 1854, enderrocat el 2024
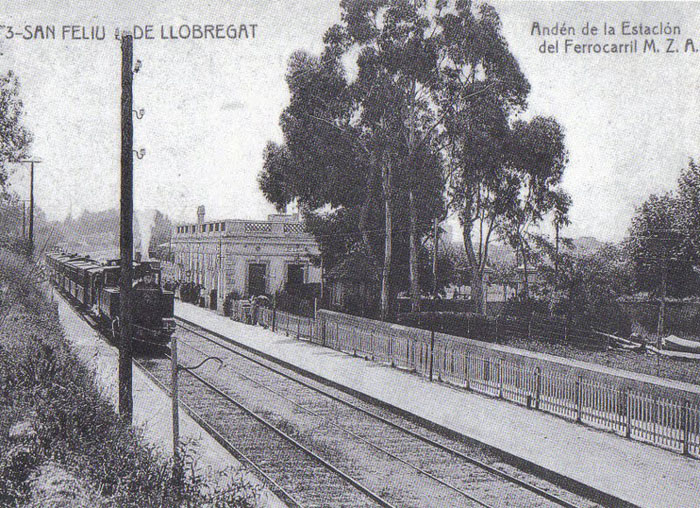
L'estació el 1911
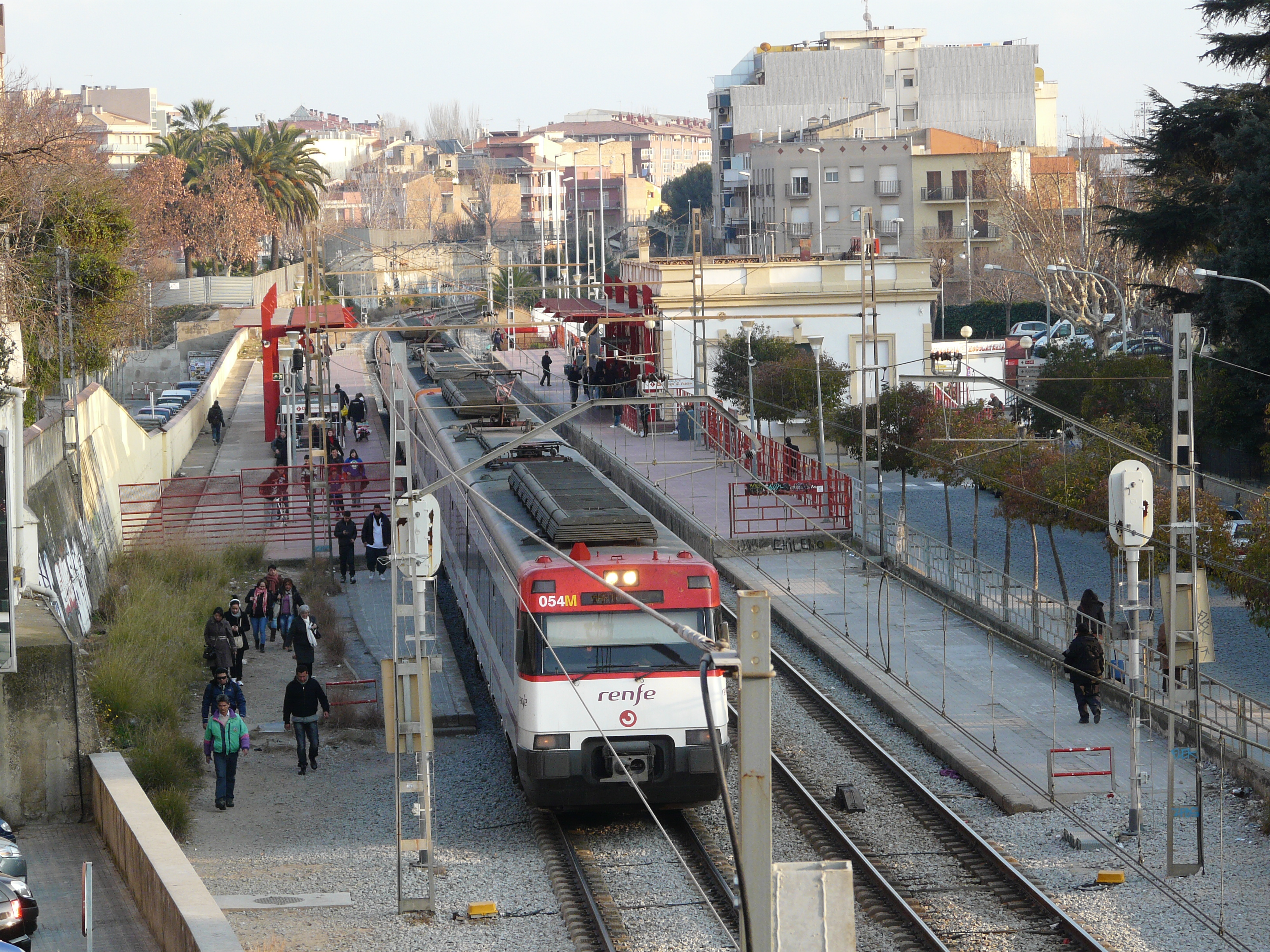
Doble unitat 447 en servei R4 Martorell a l'estació el 2012